# Рейхспротектор
Рейхспротектор (нем. Reichsprotektor) — высшая правительственная должность в протекторате Богемии и Моравии при власти нацистской Германии. Штаб-квартира располагалась в Пражском Граде. Назначались лично фюрером Адольфом Гитлером с 1939 по 1945 годы.

## Список германских рейхспротекторов (Reichsprotektoren)
- Йоханнес фон Бласковиц: 15 марта 1939 — 21 марта 1939 года — командующий 3-й армией, введённой в Богемию при оккупации Чехословакии
- Константин фон Нейрат: 21 марта 1939 — 24 августа 1943 года (с 27 сентября 1941 года — в бессрочном отпуске)
- Рейнхард Гейдрих: 27 сентября 1941 — 4 июня 1942 года (исполняющий обязанности рейхспротектора)
- Курт Далюге: 5 июня 1942 — 24 августа 1943 года (исполняющий обязанности рейхспротектора)
- Вильгельм Фрик: 24 августа 1943 — 4 мая 1945 года